# Aeroportul Anaktuvuk Pass
Aeroportul Anaktuvuk Pass (IATA: AKP, ICAO: PAKP, FAA LID: AKP) este un aeroport din Alaska, Statele Unite ale Americii ce deservește zona Anaktuvuk Pass⁠(d). Aeroportul a fost tranzitat în 2019 de 7.150 de pasageri. A fost numit după zona deservită.
Situat la o altitudine de 641 m, aeroportul dispune de 1 pistă.

## Infrastructură

### Piste
Aeroportul dispune de o singură pistă. Pista 02/20 are suprafața de pietriș și dimensiunile 4.800 picioare × 100 picioare. 